# Taidnapam
Taidnapam (Upper Cowlitz, Taitnapam, Taitinapam), ogranak Cowlitz Indijanaca koji jezično pripadaju porodici Shahaptian, ali su očito izvorno bili Salishan govornici. Taidnapami su živjeli u području između gornjih tokova rijeka Cowlitz i Lewis u okrugu Skamania, Washington, a zajedno s Klickitatima 1780. su imali oko 600 duša.
Sela su im se nalazila istočno od Mossyrocka u okrugu Lewis u jugozapadnom Washingtonu. Putem međuplemenskih bračnih veza adoptirali su shahaptinski jezik, tako da ih danas vode kao Shahaptian govornike. Vlada ih službeno nikada nije priznala. Kao samostalno pleme nestali su 1907. i vjerojatno su izgubili identitet s Klickitat Indijancima.